# David Méresse
David Méresse (16 de febrero de 1931 - 8 de abril de 2020) fue un futbolista y entrenador francés.

## Biografía
Méresse jugó su carrera juvenil con el AC Cambrai de 1945 a 1950. Luego se unió a CO Roubaix-Tourcoing, con el que jugó 24 partidos de la Ligue 1 y 48 partidos de la Ligue 2 entre 1950 y 1957. Fue seleccionado para el equipo militar francés en 1951 para el Bataillon de Joinville. Después de una temporada con el FC Sète 34, Méresse se retiró y regresó al AC Cambrai, donde fue entrenador y presidente de 1982 a 1991. Registró 78 partidos y 5 goles.
Fue secretario general y vicepresidente del Distrito Scheldt, miembro del Consejo de la Liga Nord-Pas-de-Calais y miembro de la Comisión Central para el Campeonato Nacional de la Federación Francesa de Fútbol (FFF). Dirigió un café en Cambrai, y también fue corresponsal de L'Équipe, France Football, Nord Matin y La Voix des Sports. Recibió la medalla de oro FFF en 2008.

## Muerte
Méresse murió, a los 89 años, después de contraer el virus COVID-19 causado por el SARS-CoV-2 durante la pandemia de enfermedad por coronavirus.